# ハイアットリージェンシー済州
ハイアットリージェンシー済州 (ハイアットリージェンシー チェジュ、朝鮮語: 하얏트 리젠시 제주、英語: Hyatt Regency Jeju) は、1985年にオープンした、大韓民国済州特別自治道西帰浦市にある5つ星のホテル。1980年代から開発が進められた中文観光団地のはずれに位置しているが、行政区の上では中文洞ではなく、隣接する猊来洞に属している。
日本語の公式サイトでは「ハイアット リージェンシー 濟州 (ジェジュ)」という表記が用いられている。

## ホテル
12階建てのホテルは、中央に大きなアトリウムを設けたドーム状の構造となっており、2002年に大規模な改修を行っている。
222の客室にはすべてバルコニーが設けられている。
ホテルは、中文海水浴場に至近であるが、屋外プールや屋内プールも備えられている。また、結婚式に使用するチャペル「レインボーチャペル」も設けられている。
このホテルは、韓国のテレビドラマ『オールイン 運命の愛』のロケ地に使用されたことでも知られている。
最大700名が着席可能な2つの宴会場など、1,300平方メートル以上のイベントスペースは、学術会議等に利用されることもあり、2015年には、日韓国交正常化50周年国際学術行事「日韓関係 過去を越え未来に」が開催された。

## カジノ
併設されているカジノでは、バカラ、ブラックジャック、スロットマシン、タイサイ、ルーレットなどが提供されており、週末には24時間営業になっている。